# Гусари
Гусари (такође пирати) су пљачкаши који ради сопствених циљева или у служби неке власти врше разбојништва на мору, понекад и на обали. Гусарење је настало још у античким временима али се највише раширило током 17. века. Данас гусари највише дјелују на Тихом и Индијском океану. Постоје две врсте гусара, они који пљачкају и врше разбојништва на морима и океанима ради сопствених интереса и они који то раде у служби државне или неке друге власти. Често се дешавало да гусари из прве групе ступе у служби неке друге власти, вероватно пошто су бивали заробљавани. Државе па и појединачни владари (лордови, кнезови), су увидели да тиме могу да профитирају па су гусаре често опремали својим средствима да би на крају од тога убирали профит. У току рата владари би неретко и плаћали гусаре да се боре на њиховој страни у виду плаћеничке војске на мору. Обе групе се називају гусарима зато што овај појам означава функцију (оне који пљачкају и тероришу на морима и океанима) а не разлог због којег они то раде.

## Антички и средњовјековни гусари
Античко доба је обиловало гусарима, грчким и римским. После пада Западног римског царства као гусари су се највише истицали Викинзи, поморски народ са сјевера Европе.

## Гусари на Карибима
После Колумбовог открића Америке 1492. највеће поморске силе тога времена Шпанија и Португал кренуле су стварати колоније у Јужној и Средњој Америци (илити Западној Индији, како ју је Колумбо назвао). Највише колонија основала је Шпанија док се Португал више оријентисао на трговину с Индијом и далеким Истоком. Поробивши средњоамеричке домородачке народе Инка, Маја и Астека Шпанци су стекли контролу над бројним рудницима племенитих метала. Због великог раста шпанског богатства и друге европске државе почињу оснивати колоније на Карибима ради искориштавања природних богатстава Новог свијета. Крајем 16. и почетком 17. века широм Кариба настају колоније Енглеске, Француске и Низоземске а крајем 17. века и Данске. Но, у поређењу са шпанским колонијама све су друге биле малобројне и слабо развијене.
Велико класично доба гусарства трајало је од 1560. до 1720. Гусари су били најуспјешнији од 1640. до 1680. године. Супарништво међу колонијама и жеља за трговачком премоћи доводили су до честих ратова. Два најпознатија гусарска седишта на Карибима били су острво Тортуга после 1640. и град Порт Ројал на острву Јамајка после 1655. године.

## Тортуга
Тортуга (шп. Tortuga, што значи корњача) је острво смјештено уз сјеверну обалу острва Хиспањола. Године 1625. енглески и француски колонисти одбјегли из вјерским ратовима захваћене Европе населили су се на Тортуги и бавили се пољопривредом, но 1629. Шпанци су напали Тортугу побивши готово све становнике да би га затим одмах напустили. Преживјели становници жељни освете удружили су се са буканирима с Хиспањоле и почели с нападима на шпанске бродове.
Буканири су били бивши робијаши, разбојници, одбјегли робови и обични људи прогнани из Европе који су се населили углавном на Хиспањоли. Живјели су од лова на дивље животиње чије су месо сушили на ватрама званима boucan (одатле долази и њихов назив) које су продавали бродовима у пролазу. Неки су узгајали дуван који је на том земљишту изврсно успијевао. Неки су се жељни брзе и велике зараде отискивали на море у чамцима и у великим групама нападали шпанске бродове с драгоцјеним теретима поставши гусари. Француски буканир Велики Пјер (фр. Pierre le Grand) је око 1650. са једним бродићем и тридесетак људи заузео адмиралски брод шпанске флоте који је превозио злато. После 1630. већина буканира прелази на Тортугу и она постаје стјециште најгорег европског олоша који се желио брзо обогатити.
Године 1633. Французи су покушали на Тортуги организовати трговину црним робљем доведеним из Африке но она није заживјела и 1635. се потпуно угасила. Исте године Шпанци су поново освојили Тортугу да би ју опет напустили јер је острво било премало да би за њих имало стратешку важност. Енглески и француски гусари су тада поновно населили острво а ускоро су им се придружили низоземски. Шпанци су због тога 1638. поновно напали острво али овога пута су били поражени. Од 1640. гусари и буканири на Тортуги су се међусобно називали Братство обале. Шпанци су поново напали и освојили Тортугу 1654. но гусари и буканири су се вратили већ сљедеће године с намјером да наставе своје пљачкашке подухвате. 1660. из Француске је на Тортугу стигао гувернер који је преузео власт на острву. Године 1670. вријеме буканира је почело пролазити а Тортуга се под француском влашћу почиње окретати закону. гусари с Тортуге прелазе у службу француског краља и до 1685. вријеме буканира се завршило.

## Порт Ројал
Порт Ројал је био центар трговачке активности на острву Јамајка све до земљотреса 7. јуна 1692. који га је потпуно разрушио и узроковао да двије трећине града потону у Карипско море. Преживјели становници Порт Ројала су касније изградили град Кингстон. Био је популарно мјесто за гусаре који су ондје трошили своја блага.
Када су Енглези преотели Шпанцима острво Јамајку 1655. и освојили главни град Спениш Таун нису имали довољно војних снага да се одупру у случају шпанског или француског напада. Због тога је 1659. гувернер Јамајке позвао гусаре и буканире да се населе на острву и бране га у случају потребе. Резултат је био настанак града на јужној обали Јамајке, Порт Ројала. гусари и буканири су основали Порт Ројал из више разлога. Налазио се у близини путева шпанских трговачких бродова па је био савршена база за брзе нападе. Лука је била довољно велика и пространа за смјештај великог броја бродова те њихово поправљање и опскрбљивање. Био је почетна тачка за многе гусарске нападе на шпанска насеља. Из Порт Ројала, енглески гусар Хенри Морган је напао Панаму, Портобело и Маракаибо. Џон Дејвис, Рош Брасилиано, Едвард Менсфилд и остали чувени гусари су се населили у Порт Ројалу.
1660. Порт Ројал је био познат као „Содома Новог свијета“ гдје већину становништва чине гусари, кољачи и проститутке. Захваљујући богатству које су гусари отели Шпанцима Порт Ројал је израстао у један од највећих градова Новога свијета и био је економски најважнија енглеска колонија. Свега неколико година од настанка Порт Ројал је од Спениш Тауна преузео функцију главног града Јамајке. На врхунцу популарности град је имао по једну крчму на сваких десет кућа. Током двадесетогодишњег раздобља које је завршило 1692. у Порт Ројалу је живјело 6500 људи. У граду су се почели насељавати трговци, племићи, занатлије и ковачи који су живјели у двије стотине изграђених зграда. 1688. Порт Ројал је посјетило 213 бродова а градско богатство се повећавало из дана у дан.
Пошто је Хенри Морган постао замјеник гувернера Јамајке Порт Ројал се почео мијењати. гусари више нису били потребни за одбрану града. Трговина робљем постизала је све већу важност. Угледни грађани су изјавили да је добар глас града нарушен. 1687. Јамајка је донијела антигусарске законе. Умјесто да буде сигурно мјесто за гусаре Порт Ројал је постао мјесто њихових смакнућа. Многи гусари су завршили на вјешалима у Порт Ројалу.
1692. разарајући земљотрес је погодио Порт Ројал. С обзиром да је већим дијелом био смјештен на пјешчаном гребену двије трећине града је завршило на дну мора. У катаклизми је погинуло око 2.000 људи. После потреса Спениш Таун је поново постао главни град Јамајке. Рађени су покушаји да се Порт Ројал обнови јер је трећина града још увијек била читава али 1704. град је похарао пожар. Неколико урагана током прве половине 18. стољећа докрајчило је Порт Ројал а његово мјесто је касније заузео град Кингстон.

## Корсари
Корсари (лат. cursarius, настало од речи cursus, што значи вожња, пловидба) су били пљачкаши на мору у служби државе, за разлику од гусара, који су пљачкали за свој рачун. Корсари су најчешће били бивши гусари или цивили који су имали бродове и који су нападали трговачке бродове или колоније оних земаља које су биле у рату са земљом која им пружа заштиту. За своје нападе су добијали дозволу у облику Краљевског или Гусарског писма која им је гарантовала да у случају заробљавања неће бити обешени него да ће се према њима односити као према ратним заробљеницима који ће бити пуштени уз откуп или размену.
Гусарење је званично укинуто Париском декларацијом 1854. године.

## Гусари у 18. и 19. веку
Иако су европске државе крајем 17. века успоставиле већу контролу над Карипским морем гусари су и даље деловали.

## Савремени гусари
Гусарски напади, најчешће на велике бродове, удвостручили су се током 1990—их и у просеку их је око двеста годишње. Током 1998. у гусарским нападима је убијено шездесет седам чланова посаде, сви осим једног у водама Азије, где се и одиграва готово три четвртине свих гусарских напада. Гусари се обично прикрадају ноћу у глисерима који су довољно мали да их бродски радари не примете, и на брод улазе отпозади. Наоружани пушкама и мачетама спремни су и да убију за малу корист, па чак и за бродску ужад или новац из бродске благајне. Због тога је посади већине компанија строго наређено да удовољавају захтевима нападача.

## Храна на броду
Гусари нису могли баш да буду задовољни храном на броду. Најчешће су јели бродске двопеке и усољено месо. Месо су добијали од рибе и корњача и понекад од дивљачи са копна. Најбољи део хране ишао је за капетанов сто. Пили су рум, вино,... Јели су лимун да би се излечили од разних болести.